# Tsingshan Holding Group
Tsingshan Holdings Group (kinesisk: 青山控股) er en kinesisk privatejet rustfri stål- og nikkelkoncern med hovedkvarter i Wenzhou, Zhejiang. 
Tsingshan Holdings blev etableret i 1988 af Xiang Guangda i Wenzhou.